# 松岡敦司
松岡 敦司（まつおか あつし、1978年8月8日 - ）は、ニッポン放送の社員、元ディレクター。

## 来歴
高知県高知市出身。高知県立高知追手前高等学校、立命館大学法学部卒業後、2003年4月ニッポン放送に制作職として入社。同期は、同じアナウンススクールのテレビ朝日アスクに通っていた、現フリーアナウンサーの新保友映と現フジテレビアナウンサーの鈴木芳彦。
同年7月に編成局制作部に配属され、ADを3年勤めた後の2006年営業に異動。2010年7月1日付け人事で編成局制作部に復帰、主任に昇進。『オールナイトニッポン』を含めた夜枠のチーフディレクターを担当し、『福山雅治のオールナイトニッポンサタデースペシャル・魂のラジオ』の9代目ディレクターを担当。
2016年7月1日付人事で、再び営業局営業1部に異動。2018年7月1日付人事で営業局メディアプロデュース部に異動し、2020戦略情報委員会と兼任、2019年7月1日付人事でコンテンツビジネス局（旧営業局）とコンテンツプランニング局（旧編成局）が共同運営のコンテンツプロデュースルームに異動となり、実質的に制作現場に復帰したが、2020年3月1日付人事でSHOWROOM株式会社に出向し、メディア開発グループシニアエグゼクティブプロデューサーとして活動。SHOWROOM株式会社に出向した目的は、SHOWROOMが手掛ける5G専用アプリの『smash.』をプロデュースするという。その後、2020年10月22日からこのサービスの提供を始めることが発表された。

## 人物
サブカルチャーに明るく、アイドルやアニメなどの盛り込みやTwitterやUstreamなどの活用にも積極的。ブレイクする前のゴールデンボンバーやももいろクローバーZを見出し、特に、2011年当時、無名時代のゴールデンボンバーに至っては『ゴールデンボンバー鬼龍院翔のオールナイトニッポン』（2015年6月終了）の抜擢立ち上げにも尽力している。ももいろクローバーZや福山雅治からの信頼も厚い。

## 制作番組
- 垣花正あなたとハッピー
- テリー伊藤のってけラジオ
- 上柳昌彦 ごごばん!
- ビビる大木のオールナイトニッポン
- ゴールデンボンバー鬼龍院翔のオールナイトニッポン
- ダイノジ 大谷ノブ彦のオールナイトニッポン
- 福山雅治のオールナイトニッポンサタデースペシャル・魂のラジオ
- 大谷ノブ彦 キキマス!
- スフィアのオールナイトニッポンR
- ミュ〜コミ+プラス
- ももいろクローバーZ ももクロくらぶxoxo

など